# Гречакова долина (заповідне урочище)
Гречакова долина — заповідне урочище місцевого значення. Об'єкт розташований на території Городенківського району Івано-Франківської області, село Якубівка.
Площа — 7,7000 га, статус отриманий у 1983 році.